# Hackforth
Hackforth är en by och en civil parish i Storbritannien. Den ligger i grevskapet North Yorkshire och riksdelen England, i den centrala delen av landet, 300 km norr om huvudstaden London. Orten har 151 invånare (2001). Den har en pub.